# Wladimir Gennadijewitsch Schubin
Wladimir Gennadijewitsch Schubin (russisch Владимир Геннадиевич Шубин; * 9. Juli 1939 in Iwanowo) ist ein sowjetischer und russischer Historiker mit Schwerpunkt auf der Geschichte Afrikas, er war auch Gruppenleiter der internationalen Abteilung der Kommunistischen Partei der Sowjetunion.

## Biographie
Im Jahr 1962 erhielt er einen Abschluss am Staatlichen Moskauer Institut für Internationale Beziehungen. Von 1962 bis 1969 diente er in der Sowjetarmee.
Von 1969 bis 1979 war er Sekretär im sowjetischen Komitee der Solidarität der Länder Asiens und Afrikas. Von 1982 bis 1991 war er Gruppenleiter der internationalen Abteilung der Kommunistischen Partei der Sowjetunion.
1982 wurde er Kandidat der historischen Wissenschaften, 1999 wurde er Doktor der historischen Wissenschaften, er verteidigte die Dissertation im Institut der Länder Asiens und Afrikas der Lomonossow-Universität. 
Von 1992 bis 1995 war er Leitender Wissenschaftler, seit 1995 stellvertretender Direktor für Forschung, seit 2010 Hauptwissenschaftler des Afrika-Instituts der Russischen Akademie der Wissenschaften. Seit 2003 ist er Professor der Fakultät für Geschichte, Politikwissenschaft und Recht der Russischen Staatlichen Universität für Geisteswissenschaften.
Seit 2002 ist er Mitglied des Expertenrates des Ausschusses für internationale Angelegenheiten des Föderationsrates.
Von 1993 bis 2011 Jahren referierte er an einer Reihe von Universitäten in Asien, Europa und Afrika.
Seit 1998 ist er Mitglied des Redaktionsbeirats der Zeitschrift der Südafrikanischen Vereinigung für Politikwissenschaft «Politikon», seit 2010 ist er Mitglied des Redaktionsbeirats der Zeitschrift Scientia Militaria (Südafrika), und er ist Mitglied des Redaktionsbeirats der Zeitschriften Asien und Afrika heute (Moskau) und Journal of globalization studies (Wolgograd).

## Hauptwerke
Er ist Autor von mehr als 140 wissenschaftlichen Veröffentlichungen, darunter fünf Einzelmonographien.

## Auszeichnungen
Seine Auszeichnungen umfassen unter anderem den Orden des Roten Sterns, den Orden der Companions of O. R. Tambo (Südafrika) sowie acht weitere Medaillen.